# Копылов, Виктор Селивёрстович
Ви́ктор Селивёрстович Копыло́в (23 сентября 1932, Нижний Новгород — 2 марта 2006, Нижний Новгород) — советский организатор производства. Генеральный директор производственного объединения «Горьковский телевизионный завод имени В. И. Ленина», ОАО «НИТЕЛ» в 1976—1995 годах. Лауреат Государственной премии СССР. Заслуженный работник промышленности СССР (1991).

## Биография
Родился 23 сентября 1932 года в городе Нижний Новгород (в 1932—1990 годах — Горький).
Окончил Горьковский политехнический институт по специальности «станкостроение».
По окончании института был распределен на Сталинградский тракторный завод в городе Сталинград ныне — Волгоград. Отработав там 2 года, по семейным обстоятельствам вернулся в Горький и устроился на завод имени М. В. Фрунзе.
В 1965 году переведен главным инженером на Горьковский завод радиоизмерительной аппаратуры (РИАП).
В 1970 -— 1977 годах — директор завода «Электромаш».
С декабря 1976 по 1992 год — генеральный директор производственного объединения «Горьковский телевизионный завод имени В. И. Ленина».
Под его руководством произошла реконструкция телевизионного производства, налажен выпуск новой модели цветного телевизора «Чайка» и радиолокационных станций нового поколения, велось большое жилищное строительство, благоустраивались и реконструировались базы отдыха и детский оздоровительный лагерь.
С 1992 по июль 1995 года — генеральный директор ОАО «Нител».
С 1995 года — на пенсии.
Жил в Нижнем Новгороде. Умер 2 марта 2006 года. Похоронен в Нижнем Новгороде на Бугровском кладбище.
Лауреат Государственной премии СССР (1979).
Заслуженный работник промышленности СССР (21.12.1991).

## Награды
- орден Ленина (13.01.1983);
- другие ордена СССР:
- медали.